# Sani Čampara
Sani Campara (3 de marzo de 1999, Sarajevo, Bosnia), es un baloncestista bosnio que pertenece a la plantilla del Sloboda Tuzla de la Liga de baloncesto de Bosnia y Herzegovina. Con 1,88 metros de estatura, juega en la posición de base.

## Carrera deportiva
El base desembarcaba en España en 2016 tras jugar dos temporadas en el Okk Spars Sarajevo para proclamarse campeón del Adidas Next Generation de Coín con el Junior del Madrid, jugar la fase final de Estambul (12,7 puntos, 1,7 asistencias y 1 rebote) y proclamarse campeón de España Junior en Bilbao.
Tras una temporada en el Real Madrid, en agosto de 2017 el base firma por el MoraBanc Andorra, que apuesta por el bosnio de 1.88 metros y 18 años para cederlo al Quesos Cerrato Palencia de la LEB Oro en el que sería su primer año sénior.
En la temporada 2019-20, tras finalizar su contrato con Morabanc Andorra, firma por el Sloboda Tuzla.
En 2020, firma por dos temporadas con el KK Split para disputar la ABA Liga y la Liga Croata de Baloncesto.
En la temporada 2022-23, firma por el KK Zadar para disputar la ABA Liga y la Liga Croata de Baloncesto.
El 21 de agosto de 2023, firma por el CB Tizona de la Liga LEB Oro.
El 26 de septiembre de 2023, firma por el Belfius Mons-Hainaut de la BNXT League.

### Selección nacional
Fue internacional en categorías inferiores por Bosnia, siendo el máximo anotador del Eurobasket Sub-18 de Eslovaquia promediando 21 puntos, 3,5 asistencias, 2,2 rebotes y 1,5 recuperaciones.
En septiembre de 2022 disputó con el combinado absoluto bosnio-herzegovino el EuroBasket 2022, finalizando en decimoctava posición.